# Aliens of the Deep
Pour plus de détails, voir Fiche technique et Distribution.
Aliens of the Deep est un film documentaire américain sorti en 2005, réalisé en partie par James Cameron et filmé sous le format IMAX 3D. Il a été produit par Walden Media et Buena Vista Pictures.

## Synopsis
L'équipe de Cameron avec les scientifiques de la NASA explorent les rides médio-océaniques de l'océan Atlantique et de l'océan Pacifique.

## Fiche technique
- Titre : Aliens of the Deep
- Réalisation : James Cameron, Steven Quale
- Musique : Jeehun Hwang
- Photographie : James Cameron et Vince Pace
- Montage : Matthew Kregor, Ed W. Marsh et Fiona Wight
- Production : James Cameron et Andrew Wight
- Société de production : Buena Vista Pictures, Earthship Productions et Walden Media
- Société de distribution : Buena Vista International
- Pays :  États-Unis
- Genre : Documentaire
- Durée : 100 minutes
- Dates de sortie :
  -  États-Unis : 28 janvier 2005
  - France : 9 avril 2005

## Distribution
- James Cameron (VF : Michel Papineschi) : lui-même
- Dijanna Figueroa (VF : Annie Milon) : elle-même
- John David Cameron (VF : François Siener) : lui-même
- Loretta Hidalgo : (VF : Sybille Tureau) : elle-même
- Mike Cameron (VF : Nicolas Marié) : lui-même
- Anatoly Sagalevich : lui-même
- Genya Chernaiev : lui-même
- Victor Nischeta : lui-même
- Maya Tolstoy (VF : Danièle Douet) : elle-même
- Pamela G. Conrad (VF : Sylvie Feit) : elle-même
- Jim Childress : lui-même
- Kevin Hand (VF : Thierry Ragueneau) : lui-même
- Version française réalisée par la société de doublage Dubbing Brothers, avec des dialogues de Philippe Videcoq sous la direction artistique de Valérie Siclay.